# 埃里克·艾德伦德
埃里克·艾德伦德（Erik Edlund，1819年3月14日—1888年8月19日）是一位瑞典物理学家。 他的科研工作主要在电学理论。 他将气象站引入瑞典。